# François Huet (militaire)
Pour les articles homonymes, voir François Huet et Huet.
 (mars 2018).
François Huet, né le 16 août 1905 et mort le 16 janvier 1968, est un officier général français et le chef militaire du maquis du Vercors en 1944.

## Formation
Né en 1905, dans une famille catholique de la bourgeoisie parisienne, fils du général de division aérienne Marcel Huet.
Élève de classes préparatoires chez les jésuites de Versailles (Sainte-Geneviève)[réf. souhaitée], puis saint-cyrien (promotion du chevalier Bayard, 1923-1925) sorti dans la cavalerie (5e chasseurs).
Officier du 22e régiment de spahis, des affaires indigènes puis du 4e goum, François Huet séjourne longuement au Maroc avant guerre de 1927 à 1934. L’influence persistante de Lyautey marquera profondément sa vision du rôle de l’officier. Il écrit ainsi : « pour être soldat et chef, pour entraîner les autres dans son sillage, il faut être une règle vivante, un exemple permanent. On ne le peut que si l’on est possédé de la passion de servir Dieu au travers du service de son pays ».
Membre du cabinet du général Maurice Gamelin, chef d'état-major de l'Armée et généralissime désigné, François Huet fait alors partie d'un cercle de jeunes officiers "marocains" qui réfléchissent sur le rôle social de l'officier tel qu'il doit être pensé et appliqué sur le terrain pour donner aux futurs combattants le sens de la défense du pays.

## Campagne de 1940
Au cours des combats de Belgique et de France, le capitaine François Huet se montre un chef incomparable d'énergie, de rayonnement, d’audace et de sang-froid. Sa conduite au feu lui vaut deux citations à l'ordre de l'Armée en six semaines de guerre. 
En mai 1940, le capitaine Huet sert comme chef d'escadrons de cavalerie au sein du 1er Groupe de reconnaissance de division d'infanterie (1er G.R.D.I.), sous les ordres du colonel Henri Préaud. Le 1er G.R.D.I. retarde l’avance ennemie entre l’Ourthe et la Meuse, puis sur l’axe Haut-le-Wastia - Beaumont - Avesnes du 13 au 17 mai. Les contre-attaques de Haut-le-Wastia les 13 et 14 mai sont, en particulier, un magnifique fait d’armes. Le G.R.D.I. couvre ensuite le flanc droit de la 1re armée sur la Sensée et le canal d’Aire, où il est disloqué, puis dissous le 31 mai.
Huet est alors nommé à la tête du 4e groupe franc motorisé de cavalerie, et se distingue en particulier les 8 et 9 juin 1940 au combat de Pont-de-l'Arche, sur la Basse-Seine, où il parvient à retarder la 7e Panzerdivision du général Erwin Rommel puis, au combat du Lion-d'Angers, au nord de la Loire, d'où il ne décroche que sur ordre et en maintenant la cohésion de son unité.

## Résistance
Après l'armistice, le capitaine Huet est chargé de commander l'escadron de Saint-Cyr, replié à Aix-en-Provence (école commandée par le colonel, puis général Henri Préaud). 
Le commandant Huet dirige ensuite la mission de liaison entre l'Armée et les Chantiers de jeunesse. Il incarne une génération d'officiers qui, tirant les conséquences du désastre militaire, se fixa comme priorité de forger des hommes capables d'assumer les combats de la Revanche. 
Après la dissolution de l'Armée d'armistice en novembre 1942, François Huet est nommé secrétaire général des Compagnons de France, pépinière de futurs résistants, forte de 17 000 hommes choisis et entraînés. Les Compagnons ont pour chef le colonel Guillaume de Tournemire, officier de Spahis, ayant servi au Maroc. Début 1943, Tournemire, puis Huet, sont recrutés par l'un de leurs jeunes cadres, Georges Lamarque (alias « Pétrel » ou « Brenn »), qui vient de créer en décembre 1942 le sous-réseau "Druides", rattaché au réseau "Alliance" de Marie-Madeleine Fourcade. François Huet devient l'un des responsables du sous-réseau, chargé de sélectionner et de préparer les futurs cadres des maquis des Alpes (officiers de l'ORA, anciens élèves des "corniches", etc.).
Après l'entrée en clandestinité du colonel de Tournemire (alias « Dispater »), en août 1943, Huet lui succède à la tête des Compagnons de France. Le 21 janvier 1944, il préside au Centre national l'ultime cérémonie des couleurs des Compagnons, dont la dissolution vient d'être prononcée par Vichy. Huet entre alors, à son tour, en clandestinité, rejoignant le maquis du Vercors. Il emporte avec lui le drapeau du Centre national des Compagnons de France.
Le 27 mars, son camarade de promotion, le capitaine Maurice Anjot (alias « Bayart »), commandant du maquis des Glières, successeur de Tom Morel, est tué au combat.
En mai 1944, le commandant Huet (alias « Hervieux ») est nommé chef militaire du maquis du Vercors, que la Résistance a décidé de transformer en forteresse (« Plan Montagnards »). Il nomme le capitaine Pierre Tanant, qu'il avait connu au Maroc, chef d'état-major. Huet et Tanant en réorganisent la défense, redoutant que la forteresse ne se transforme en piège. Ils tentent de tirer le moins mauvais parti d'initiatives prématurées et intempestives (afflux encombrant de volontaires ni équipés ni entraînés, différends entre responsables, rivalités idéologiques...). Huet émet vers Alger des demandes pressantes d'aide aéroportée (renforts et armes), conformément aux promesses officielles reçues. Sans guère d'écho... Le 9 juin, Huet écrit : "Nous n'avons pas reçu d'armes à part le parachutage du 7, duquel nous avons récupéré : 1 mitrailleuse ; 11 fusils ; 22 mitraillettes ; 110 grenades ; 80 paires de chaussures." 
En dépit d'un manque cruel d'armements, le maquis (4 000 volontaires dont 10 % entraînés) fait face héroïquement, du 6 juin au 23 juillet 1944, à l'assaut méthodique et écrasant d'une division de la Wehrmacht (15 000 hommes), qui soumet le plateau à une vaste opération de "bouclage-ratissage" appuyée par une très importante opération aéroportée allemande. Huet, quelques jours auparavant, avait dit qu'une telle opération aéroportée compromettrait définitivement le sort du Vercors. Les appels au secours de Huet en direction d’Alger, pressants, se font désespérés ; la fin du Vercors est une véritable tragédie. Huet conserve jusqu'au bout le commandement des opérations, décidant entre autres du repli sur la partie sud du plateau après la défaite de Saint-Nizier. Il donne finalement l’ordre de dispersion et de nomadisation après les attaques en masse des Allemands. Huet parvient ainsi à sauver la majorité de ses hommes, mais il a eu 639 tués et 210 civils ont été exécutés. Le 26 juillet, Alger apprend l’anéantissement du Vercors par les troupes allemandes aéroportées et l’ordre de dispersion donné au maquis. Un télégramme expédié à Alger par Huet en témoigne, en voici le texte exact : "Tous ont fait courageusement leur devoir dans une lutte désespérée et portent la tristesse d’avoir dû céder sous le nombre et d’avoir été abandonnés seuls au moment du combat ". Il reçoit une réponse laconique : « comprenons votre tristesse ». Huet a fait preuve dans le Vercors d'une ténacité, d'une intelligence et d'un ensemble de qualités humaines qui font de lui l’une des grandes figures de la Résistance.
Après la libération de Lyon, il devient chef d'état-major de la 14e région militaire (Lyon), puis il reçoit le commandement du 11e régiment de Cuirassiers en juillet 1945 au sein des troupes d'occupation stationnées en Allemagne.
Huet est bientôt appelé au cabinet d’Edmond Michelet, ministre des Armées du général de Gaulle en juillet 1946. Après l'École de Guerre, il reçoit le commandement du 12e régiment de Cuirassiers stationné à Tübingen (Allemagne), puis il est nommé à la tête du Groupement Blindé n° 5 de la 5e division blindée à Stuggart (Allemagne). Après l'Institut des Hautes Études de Défense Nationale (IHEDN), il commande l'Arme Blindée Cavalerie du 1er Corps d'Armée à Freudenstadt (Allemagne). Il est alors désigné pour commander l'expérimentation de la brigade "Javelot" qui deviendra en 1955 la 7e division mécanique rapide à Constance (Allemagne), puis en Algérie à partir de mars 1956.

## Guerre d'Algérie
François Huet a été nommé général de brigade en 1956, il commande la 7e division mécanique rapide (7e DMR), division expérimentale mise sur pied un an plus tôt et qui dispose du meilleur matériel disponible à l'époque. En avril 1956, la 7e DMR est transférée d'Allemagne en Algérie, dans la Mitidja, puis, en octobre-novembre 1956, participe à l'expédition de Suez. À partir de janvier 1957, Huet est sous les ordres d'un camarade de promotion de Saint-Cyr, le général Jacques Allard, nommé à la tête du Corps d'armée d'Alger. Les autres subordonnés d'Allard sont les généraux Jacques Massu et Jacques de Bollardière (relevé à sa demande, et qui quitte définitivement l'Algérie en mars 1957). Outre la 7e DMR, le général Huet commande le département d'Alger, avec, sous son autorité, l'ensemble du secteur Est de l'Atlas Blidéen. Huet participe bientôt, aux côtés de Massu, à la bataille d'Alger. En septembre 1957, la 7e DMR occupe le secteur Aïn Taya-Maison Blanche. Huet adhère à l’enthousiasme du 13 mai 1958, mais demeure ensuite dans la voie de la discipline tout en « priant pour les harkis ».
Lorsque les conflits coloniaux prennent fin, en 1962, il est promu général de corps d’armée, commandant la région militaire de Lille.
Le général François Huet a participé au tournant doctrinal d’ensemble des années 1955-1960 (adaptation des unités aux conditions du combat en ambiance nucléaire au sein de la brigade Javelot et de la 7e DMR ; expression d’une conception globale de la défense dans la ligne de l’ordonnance de janvier 1959). Il a aussi été de ceux qui ont ouvert la voie d’une défense européenne intégrée.
Il disparaît en janvier 1968, laissant à tous ceux qui l’ont connu, selon un mot du maréchal Koenig, « mieux qu’un souvenir et qu’un nom, une clarté ».
Le général de Gaulle écrira à sa femme : “Je n’avais pas oublié le général Huet, qui avait montré ses belles qualités de chef et de soldat au cours d’une carrière longue et fructueuse.” (Charles de Gaulle, 17 janvier 1968).
Le général François Huet a passé 42 ans au service de la France, dont 15 années de campagnes en Europe et en Afrique du Nord. Pour l’Histoire, il restera l’homme qui s’est vu confier le commandement militaire du Vercors au plus grand moment de ce drame.
François Huet est inhumé dans la nécropole de Saint-Nizier-du-Moucherotte, Mémorial du Vercors (Isère), près de son camarade résistant, chef civil du plateau du Vercors, Eugène Chavant.

## Distinctions
François Huet a reçu les décorations suivantes :
- Grand officier de la Légion d'honneur (décret du 19 juillet 1960)
- Croix de guerre des Théâtres d'opérations extérieurs
- Croix de guerre 1939–1945
- Médaille de la Résistance française avec rosette (décret du 31 mars 1947)[4]
- Insigne des blessés militaires (1 blessure en 1932)
- Titulaire de 11 citations